# Tratament medical
Acest articol este despre tratamentul medical. Pentru alte categorii de tratament vezi tratament.
Tratamentul medical (terapia) este etapa finală a managementului unei boli.

## Aspecte generale
Există o relație de interdependență între tratament și diagnostic în sensul imposibilității administrării unui tratament eficace decât în cazul conturării unui dignostic precis.
Dacă tratamentul administrat intervine pozitiv (sau negativ) în evoluția bolii, diagnosticul poate fi modificat, în consecință este modificat și tratamentul ulterior.
Există scheme teoretice generale de tratament care corespund unor diagnostice bine stabilite; ele trebuie adaptate individual deoarece indivizii reacționează diferit la un anumit tratament.

## Tipuri de tratament

### În funcție de adresabilitate

#### Profilactic
Se adreseză indivizilor sănătoși și are ca obiectiv prevenirea apariției bolilor. Vezi profilaxie

#### Curativ
Se adresează indivizilor bolnavi și are ca obiectiv tratarea bolilor.

### În funcție de metode

#### Medicamentos
Este metoda de tratament care utilizează produse medicamentoase. Un tratament medicamentos bine administrat poate înlătura definitiv boala. Există însă cazuri de eșec terapeutic medicamentos în care fie boala este într-o fază avansată și atunci se apelează la un tratament chirurgical, fie nu a fost administrat un tratament medicamentos corespunzător.
Responsabilitatea monitorizării tratamentului medicamentos îi revine medicului farmacolog. Acesta are sarcina de a urmări farmacocinetica, farmacodinamia și interacțiunile medicamentoase la nivelul organismului și de identifica eventualele reacții adverse care pot cauza modificarea ulterioră a tratamentului, dozei, căii de administrare.

#### Chirurgical
Metoda de tratament care apelează la intervențiile chirurgicale. În general această metodă este însoțită de un tratament medicamentos și recuperator post-operator.

#### Alte metode
fizioterapie, balneoterapie, masaj, radioterapie, psihoterapie.